# The Islander
Singles de Nightwish
Bye Bye Beautiful
(2008) Storytime
(2011)
The Islander est le cinquième et dernier single extrait de l'album Dark Passion Play du groupe de metal symphonique finlandais Nightwish, sorti le 30 mai 2008. Il a été composé par Marco Hietala (bassiste et chanteur du groupe) et écrit par Tuomas Holopainen (claviériste et compositeur principal).
Le clip a été diffusé le 14 avril 2008 et a été tourné dans les paysages sauvages du nord de la Finlande, à Rovaniemi. Stobe Harju en est le réalisateur.